# Yonsa
Yonsa (Hán Việt: Diên Xã) là một huyện của tỉnh Hamgyong Bắc tại Cộng hòa Dân chủ Nhân dân Triều Tiên. Huyện được tách ra từ Musan vào năm 1952.
Địa hình Yonsa cao và có nhiều đồi núi, còn các vùng thấp cũng có độ cao 500 mét so với mực nước biển. Huyện có dãy núi Hamgyong và cao nguyên Paekmu. Một số suối chảy qua địa phận huyện như Yŏnmyŏnsu (Chosŏn'gŭl: 연면수, Hancha: 延面水), Kuunsu (Chosŏn'gŭl: 구운수, Hancha: 九雲水), Sudongsu (Chosŏn'gŭl: 수동수), và Sŏdusu (Chosŏn'gŭl: 서두수, Hancha: 西頭水). 84% diện tích Yonsa là đất rừng. Đỉnh cao nhất là Kwanmobong (Chosŏn'gŭl: 관모봉, Hancha: 冠帽峰).
Ngành khai thác gỗ chiếm ưu thế trong kinh tế Yonsa. Các loại rễ và quả dại cũng được thu hái trong các cánh rừng. Huyện có rất ít đất canh tác và việc trồng cấy được thực hiện bằng phương phápcanh tác cạn. Yonsa sản xuất ra một nửa lượng trái cây của Hamgyong Bắc. Đất canh tác chiếm 4,3% diện tích của huyện. Tuyến đường sắt Paekmu đi qua huyện Yonsa.
Năm 2008, dân số toàn huyện Yonsa là 37.876 người (17.948 nam và 19.928 nữ), trong đó, dân cư đô thị là 18.332 người (48,4%) còn dân cư nông thôn là 19.544 người (51.6%).